# Krwawe wzgórza
Krwawe wzgórza (oryg. The Hills Run Red) – amerykański horror filmowy z 2009 roku w reżyserii Dave'a Parkera, zawierający silne elementy podgatunków slasher i gore.

## Opis fabuły
Tyler, młody adept sztuki filmowej, niezwykle zafascynowany kinem grozy przeżywa przejściowy kryzys spowodowany brakiem pomysłów na nowy film dokumentalny. Pewnego dnia trafia na ślad bardzo niezwykłego i unikatowego horroru. O filmie pod tytułem The Hills Run Red zachowały się jedynie wzmianki, ponieważ szybko został wycofany z publicznego obiegu jako niezwykle brutalny, przedstawiający bardzo realistyczne sceny morderstw i tortur. W niedługim czasie również reżyser zaginął w niewyjaśnionych okolicznościach. Zaintrygowany Tyler, z coraz większym uporem stara się odszukać przynajmniej jeden egzemplarz dzieła, jednak nie przynosi to rezultatów. Jest przekonany, że wszystkie kopie zostały zniszczone. Wkrótce zdesperowany postanawia zlokalizować miejsce, gdzie horror został nakręcony. Udaje mu się odszukać jedną z aktorek, która po długich namowach postanawia zabrać go do miejsca powstania filmu.

## Obsada
| Aktor            | Rola                   |
| ---------------- | ---------------------- |
| Sophie Monk      | Alexa Concannon        |
| Tad Hilgenbrink  | Tyler                  |
| Janet Montgomery | Serena                 |
| William Sadler   | Wilson Wyler Concannon |
| Alex Wyndham     | Lalo                   |
| Mike Straub      | Gabe                   |
| Ewan Bailey      | Sonny                  |

## Realizacja i wydanie filmu
Film kręcono na terenie Bułgarii, między innymi w Sofii i pobliskich lasach. Sporą część ekipy realizacyjnej stanowili Bułgarzy. Budżet, jaki posłużył do nakręcenia obrazu, pozostaje nieznany.
12 czerwca 2009 roku w trakcie Międzynarodowego Festiwalu Filmowego w Seattle odbyła się światowa premiera gotowego projektu. Moment dystrybucji filmu nastąpił trzy i pół miesiąca później. Zadecydowano, że The Hills Run Red trafi wyłącznie do obiegu DVD. 29 września miejsce miała premiera horroru na rynku DVD/video Stanów Zjednoczonych; dystrybutorem w tym kraju zostało Warner Home Video. W ciągu kolejnych czterech miesięcy film wydano w Japonii, Holandii, Argentynie (pod tytułem Bosque sangriento), Hiszpanii (jako Colinas sangrientas) oraz na Węgrzech, a także zaprezentowano go podczas brytyjskiego festiwalu Frightfest. W Polsce obraz odnotował swoją premierę na łamach telewizji; stacja HBO wyemitowała go późnym wieczorem 14 maja 2010 roku.

## Odbiór
Odbiór filmu przez krytyków był mieszany, lecz skłaniał się ku pozytywnemu. Agregujący recenzje filmowe serwis Rotten Tomatoes, w oparciu o siedem omówień, okazał obrazowi 57-procentowe wsparcie. Steve Barton, dziennikarz współpracujący ze stroną internetową DreadCentral.com, okrzyknął Krwawe wzgórza jako horror "niepokojący i bezlitosny". Albert Nowicki (witryna His Name Is Death) pisał: "Jest w filmie Dave’a Parkera subtelna aura niepokoju, wzmagana dość umiejętnie aż do finałowych minut obrazu. Przedstawiona odbiorcom, rzadko podejmowana tematyka filmów, które wycofano pospiesznie z dystrybucji, lub które przepadły bez śladu, jest przecież co najmniej intrygująca." John J. Puccio (DVDTown.com) uznał, że film posiada obiecujące założenia fabularne, lecz nie jest w stanie "zapracować na własny sukces".